# Palais Schaumburg (groupe)
Pour les articles homonymes, voir Palais Schaumburg.
Palais Schaumburg est un groupe de la Neue Deutsche Welle allemand, originaire de Hambourg. Leur esthétique était marquée par un attrait pour l'avant garde et le dadaïsme. Le groupe n'est actif que pendant quatre ans entre 1980 et 1984.

## Biographie
Le groupe est formé à l'origine en 1980 autour de Timo Blunck, Holger Hiller, Thomas Fehlmann et le percussionniste F. M. Einheit. Le nom du groupe est inspiré du Palais Schaumburg situé à Bonn, ancienne résidence du chancelier allemand.
Le premier album du groupe, Palais Schaumburg, est produit par David Cunningham (en) et publié en 1981. Peu après, Hiller et Einheit quittèrent le groupe. Hiller se lance dans une carrière solo et Einheit rejoint Einstürzende Neubauten. Ils sont remplacés par Moritz von Oswald et Walther Thielsch au chant. Le groupe sort ensuite plusieurs singles et albums au début des années 1980. L'influence du funk est particulièrement sensible sur les albums Lupa et Parlez-Vous Schaumburg. 
Après leur séparation définitive en 1984, chacun des membres de Palais Schaumburg poursuit une carrière solo,.

## Discographie

### Albums studio
- 1981 : Palais Schaumburg
- 1982 : Lupa
- 1984 : Parlez-Vous Schaumburg?

### Singles et EP
- 1981 : Das Single Kabinett (EP)
- 1981 : Rote Lichter (single)
- 1981 : Telefon (single)
- 1981 : Wir bauen eine neue Stadt (single)
- 1983 : Hockey (single)
- 1983 : Beat of 2 (single)
- 1984 : Name The Cats (single)
- 1984 : Easy Go (single)